# Luca Di Fulvio
Luca Di Fulvio (Roma, 13 maggio 1957 – Roma, 31 maggio 2023) è stato uno scrittore, attore teatrale e drammaturgo italiano.
Tutti i suoi libri sono stati tradotti all'estero.

## Biografia
Prima di fondare una sua compagnia teatrale ("La Festa Mobile") poté lavorare con Paola Borboni, Sergio Graziani, Mario Maranzana, Andrzej Wajda e anche Julian Beck, il fondatore del Living Theatre. Scrisse una riduzione teatrale del Tonio Kröger di Thomas Mann. Collaborò con diverse case editrici come consulente editoriale.
Il suo primo romanzo, Zelter, una storia di vampiri, uscì nel 1996. Con L'impagliatore (Mursia, 2000) ebbe un successo straordinario: dopo due mesi il libro fu ristampato, e venne ripubblicato ancora da Einaudi nel 2004, per poi diventare un film dal titolo Occhi di cristallo per la regia di Eros Puglielli.
Scrisse poi Dover beach (2002, Mursia), La scala di Dioniso (2006, Mondadori), del quale realizzò anche la sceneggiatura cinematografica, La gang dei sogni (2008, Mondadori). 
Con lo pseudonimo di Duke J. Blanco scrisse I misteri dell'Altro Mare (2002, Mursia), romanzo per ragazzi vincitore del premio Selezione Bancarellino.
Luca Di Fulvio iniziò a pubblicare i due successivi romanzi prima in Germania, con la casa editrice Bastei Lübbe, divenendo di fatto un "autore tedesco" (Das Mädchen, das den Himmel berührte e Das Kind, das nachts die Sonne fand furono poi tradotti in Italia coi titoli La ragazza che toccava il cielo e Il bambino che trovò il sole di notte, e pubblicati da Rizzoli).
Nel 2021 fu uno dei sei finalisti del premio Bancarella.
Luca Di Fulvio è morto sessantaseienne il 31 maggio 2023, a causa della SLA.

## Opere

### Romanzi
- Zelter (1996)
- L'impagliatore (2000)
- Dover Beach (2002)
- La scala di Dioniso (2006)
- La gang dei sogni (2008)
- Il grande scomunicato (2011)
- La ragazza che toccava il cielo (2013)
- Il bambino che trovò il sole di notte (2015)
- La figlia della libertà (2019)
- La ballata della città eterna (2021)